# Fotella
Fotella is een geslacht van vlinders van de familie Uilen (Noctuidae), uit de onderfamilie Hadeninae.

## Soorten
- F. fragosa Grote, 1883
- F. notalis Grote, 1882
- F. olivia Barnes & McDunnough, 1912
- F. olivioides Barnes & Benjamin, 1925